# Boleslav Čáp
Boleslav Čáp (1. května 1875 Libice - 2. června 1953 Chrást) byl český podnikatel, který byl spojen s nástupem a rozvojem českého průmyslu ve 20. století. V mládí byl pověřen trojicí podnikatelů, z nichž jeden byl jeho otcem, postavením slévárenské a strojnické firmy v Chrástu u Plzně a následně jejím provozem. Továrna byla v krátké době uvedena do provozu a Boleslav Čáp úspěšně zabezpečoval odbyt jejích výrobků a již před první světovou válkou se stala továrna jednou z význačných firem v Rakousku-Uhersku. V meziválečném období se firmě podařilo překonat problémy spojené s celosvětovou krizí. Před druhou světovou válkou předal vedení továrny svému nejstaršímu synovi, avšak válka a následný poválečný vývoj, kdy měl užívat výsledky své práce, ho ještě za jeho života znárodněním připravily nejen o továrnu, ale i o vilu, kterou si postavil.

## Počátky profese
Boleslav Čáp se narodil v Libici u Poděbrad, kde v cukrovaru pracoval jeho otec Josef Čáp jako strojmistr. Měšťanskou školu absolvoval v Náchodě a pak studoval dva ročníky na průmyslové škole v Hradci Králové a dále pak dva ročníky na Umělecko-průmyslové škole v Praze. Po absolvování pracoval rok v tehdy již proslulé První brněnské strojírně v Brně. Zde získal dobrou dílenskou praxi a naučil se němčině, což byly znalosti, které pak mohl zúročit ve své další činnosti. I když zde získal dobrou pracovní pozici, přešel z Brna do služeb firmy Bratří Jouzové, továrna na stroje v Pečkách, kde získal funkci vedoucího technického úředníka, v níž se osvědčil tak, že to ovlivnilo jeho pozici v dalším vývoji.

## Výstavba továrny
V roce 1899 se jeho otec, který pracoval v cukrovaru v Pečkách, pan František Jouza, v jejichž firmě v Pečkách Boleslav pracoval, a pan Josef Suchý, který měl v Pečkách strojírnu a slévárnu, rozhodli založit další slévárnu a strojovnu. Konečné rozhodnutí o jejím umístění padlo na doporučení Obchodní a živnostenské komory na Chrást u Plzně, který se nachází na hlavní železniční trati mezi Prahou a Plzní. Název podniku nesl jméno zakladatelů z Peček u Prahy: Suchý, Jouza a Čáp, slévárna a strojírna, Chrást u Plzně. Podnikatelé zde zakoupili poblíž železniční trati a nádraží pozemek. Během pouhých 13 měsíců byla postavena kovárna a dílny s veškerým vybavením, včetně parního kotle, 21 metrů vysokého komínu a dále čistírny, skladů a kanceláří. Řízení všech těchto prací se Boleslav aktivně účastnil. Že již na počátku se projevila jeho cílevědomá povaha je patrné z toho, že se stal jednatelem společnosti a mohl podepisovat veškerá firemní rozhodnutí. Společnost se rychle rozrůstala, a již v roce 1902 měla 40 pracovníků. Základním programem byla výroba zemědělských strojů. Významnou a reprezentativní úlohu hrály zejména mlátičky.

## Zaměstnání
S výstavbou továrny začal Boleslav Čáp pracovat jako jeden ze tří vedoucích zaměstnanců ve firmě, jejímž spoluvlastníkem byl jeho otec. Již se zahájením provozu továrna zveřejnila první inzeráty, na nichž se podílel. Stal se záhy rozhodujícím činitelem obchodní činnosti továrny. Již na počátku lze za mimořádný úspěch považovat získání zakázky pro význačnou kamenickou firmu Cingroš v Plzni. Továrník Jan Cingroš, který prodával své výrobky po celém Rakousku-Uhersku, se rozhodl postavit novou továrnu v Nadrybech nedaleko Plzně a obrátil se na firmu v Chrástu s žádostí o dodávku potřebného technického zařízení. Zakázku se podařilo získat a pro tento sortiment vzniklo nové oddělení. Obchodního jednání bylo využito, a již v roce 1903 se firma zúčastnila obchodní výstavy v Hořicích, kde byla první C. a k. odborná škola sochařsko-kamenická v Rakousku-Uhersku (škola byla založena v roce 1884 a působí dodnes). O úspěšnosti obchodní politiky svědčí dodávky výrobků do celého Rakouska-Uherska i mimo něj. V roce 1911 firma dostala například velkou zakázku z Bělehradu ze Srbska pro kamenictví v Topole, které mělo upravit královské mauzoleum. Podnik měl intenzivní inzertní politiku a zúčastňoval se celé řady tehdy obvyklých prodejních výstav a na nich získával řadu význačných ocenění. Jedním z nejprodávanějších výrobků byl již na počátku například secí stroj „Plzeňka“. Obchodní snažení Boleslava Čápa přispělo i k celé řadě dalších úspěšných obchodních kroků. Vyžadovalo si to celou řadu dlouhých pracovních cest, které bylo nutné vykonávat vlakem i v noci, což bylo velmi náročné při tehdejším vybavení vagonů. Již krátce po vzniku továrny byl otevřen firemní vzorkový sklad ve Vídni a prodej se postupně rozšířil jak do alpských zemí Rakouska-Uherska, tak do Slovinska, Dalmácie či do Haliče, také do ruského Polska nebo do Srbska. Postupně byla vybudována rozsáhlá síť obchodních zastoupení. K největším a nejdůležitějším výrobkům patřila čisticí mlátička MCA 22!1- MCD 24. Její rozměry byly skutečně impozantní, výška 2390 mm, délka 4600 mm a šíře samotného bubnu 710 mm při váze 1250 kg. Efektivní prodej všech těchto výrobků umožňovala blízkost železnice, která se nacházela nedaleko továrny. Sortiment byl stále rozšiřován o různé zemědělské stroje podle zájmu odběratelů. O úspěšnosti výroby a prodeje svědčí i to, že před propuknutím první světové války již firma zaměstnávala 240 zaměstnanců. To vyvolávalo celou řadu dalších administrativních a jiných prací, například, že týdenní výplaty bylo nutné vyplácet pracovníkům vždy na konci týdne v hotovosti.[zdroj?]

## V čele společnosti
V lednu 1918 mu otec předal podíl na továrně v Chrástu. Koncem roku skončila definitivně válka a s ní i veškeré vojenské povinnosti. Bylo tedy nutné se znovu pustit do práce. Postupně se zpět vraceli zaměstnanci a bylo třeba zabezpečit výrobu. V roce 1920 již byl počet pracovníků na předválečném stavu a výpadek zakázek se postupně dařilo vyřešit. V té době začala nová výroba strojů pro potřeby sklářského průmyslu. Podařilo se také získat řadu zajímavých zahraničních zakázek z Polska nebo z Francie. V polovině 20. let se začal průmysl elektrifikovat, což se projevilo na modernizaci výrobků a znamenalo to další nároky na obchodní politiku firmy, kterou Boleslav Čáp zabezpečoval již jako jeden z majitelů továrny. Krach na Newyorské burze a následující celosvětová hospodářská krize znamenaly také řadu problémů. Nedařilo se získat dostatečné zakázky a bylo obtížné udržet provoz továrny. Po určitou dobu bylo nutné zkrátit i pracovní dobu z šesti na čtyři dny v týdnu. K řešení problémů pomohla všeobecně známá kvalitní výroba firmy, která umožnila získat i význačnou zakázku pro železnici. Teprve koncem 30. let došlo k očekávané stabilizaci. Jak význačnou roli Boleslav Čáp v řešení všech problémů hrál, svědčí i článek v tehdejších Národních listech či v Českém deníku. To že se nejednalo pouze o názor v tuzemsku, ukazuje i informace ve vídeňských novinách. Před válkou pak byly zahájeny a posléze realizovány přípravy na předání podílu vlastnictví na továrně nejstaršímu synovi Zbyňkovi.[zdroj?]

## Rodina a společnost
Boleslav Čáp byl z 11 dětí (3 jeho sourozenci zemřeli brzy, ještě v dětském věku) a muselo tedy při převzetí továrny dojít k majetkovému vyrovnání. Dne 16. září 1903 se Boleslav oženil s Marii Vlastou Fundovou, z přísně evangelické rodiny (nar. 29. ledna 1984, zemřela 1. listopadu 1979), dcerou správce velkostatku Hájek u Kolína. Po svatbě bydleli manželé v Chrástu v nájemním bytu poblíž továrny. Zde se jim také narodily postupně čtyři děti. Zbyněk (nar. 20. října 1904, zemřel 2. června 1995), který vystudoval v Plzni reálné gymnázium a po maturitě absolvoval Vysokou školu obchodní v Praze. Po jejím zdárném ukončení pracoval rok v německém podniku v Mostě, kde se zdokonalil v němčině a potom nastoupil do firmy Otto v Rakovníku, do továrny na výrobu mýdla. Tam byl až do roku 1938, kdy přešel do Chrástu, aby od otce převzal posléze pozici v továrně. Druhý syn Vratislav (nar. 30. října 1906, zemřel 30. března 2005) absolvoval též reálné gymnázium v Plzni a v roce 1931 ukončil Vysokou školu báňskou v Příbrami a po krátké praxi v ocelářské firmě Acieries et Forges de Firmini v Dunkerque ve Francii pracoval v továrně svého otce. V roce 1939 nastoupil do firmy C.T. Petzold v Komárově u Hořovic a posléze se stal jedním z význačných hutnických odborníků. Syn Miloš (nar. 22. března 1909, zemřel 11. listopadu 1966) vystudoval německou průmyslovou školu v Chomutově, kde složil maturitu a získal zběhlost v německém jazyce. Po maturitě nastoupil do pražského strojírenského podniku Waltr a.s., která vyráběla automobily a letecké motory. Práce ho nesmírně bavila a automobily se staly jeho celoživotním koníčkem. Dcera Alena (nar. 5. října 1911, zemřela 17. května 1984), po 4 třídách gymnázia v Plzni, kde jí mimo jiné učil kreslení Josef Skupa, absolvovala vzdělávací Institut (rodinná škola)v Hostinném, kde získala mimo jiné základy německého jazyka, francouzštiny a angličtiny. Potom strávila jeden rok 1928/29 v Institutu La Chatelainie v Saint-Blaise/Neuchâtel (Švýcarsko). Zde si prohloubila znalosti anglického, německého a francouzského jazyka. Tyto znalosti později velmi dobře uplatnila ve svém zaměstnání jako odborná překladatelka. V tomto penzionátu též získala vybrané společenské chování.[zdroj?]
Těsně před válkou si manželé zakoupili pozemek vedle továrny a začali stavět pro sebe vlastní vilu. Na počátku války byl Boleslav odvolán do armády, naštěstí do Plzně. Přesto se stavbu podařilo ještě za války dokončit, i když v Chrástu byla pouze jeho žena se čtyřmi malými dětmi. Boleslav Čáp byl společenský člověk, který byl v obci Chrást oblíbeným. Při své práci jak v Rakousku-Uhersku, tak i na poválečném evropském trhu byl vždy dobrým vlastencem, který se hlásil k odkazu zakladatelů státu, a také velkým sokolem. Byl členem mnoha dobročinných organizací a předsedou Čsl. národní demokracie v Chrástu. Věnoval se uskutečnění ideji Dr. Kramáře a Dr. Rašína a všech vynikajících českých mužů.
Bohužel předání pozice v továrně a závěr jeho života byly spojeny se smutnými historickými událostmi. Došlo k druhé světové válce, poválečná doba přinesla velké hospodářské oživení a celospolečenské zlepšení. Žel, 25. únor 1948 zhatil všechny plány a také očekávaný růst továrny Suchý, Jouza a Čáp. Boleslav to velmi těžce nesl. Bylo to z velké části jeho dílo. Svůj třetinový podíl předal synovi, se kterým, včetně jeho rodiny, bydlel ve své vile. Jak již bylo zmíněno, byla to vila stavěná za velké pomoci manželky za I. světové války. Ale i tento dům byl ukraden. Dne 1. června 1953 došlo k tzv. měnové reformě, kdy byly téměř zcela znehodnoceny peněžní prostředky. Peněžní vklady byly znehodnoceny o 90 procent, tedy poměrem 10:1. Byly také zcela zrušeny náhrady z akcií a cenných papírů, které musely být již dříve odevzdány. Dne 2. června 1953, den po měnové reformě, Boleslav Čáp zemřel na mozkovou mrtvici a stěží bylo možné sehnat peníze na jeho pohřeb.[zdroj?]